# Elassogaster arcuata
Elassogaster arcuata är en tvåvingeart som beskrevs av Friedrich Georg Hendel 1914. Elassogaster arcuata ingår i släktet Elassogaster och familjen bredmunsflugor. Inga underarter finns listade i Catalogue of Life.